# Diplocentrus keyserlingii
Espèce
Synonymes
- Diplocentrus reticulatus Francke, 1977

Diplocentrus keyserlingii est une espèce de scorpions de la famille des Diplocentridae.

## Distribution
Cette espèce est endémique de l'État d'Oaxaca au Mexique. Elle se rencontre vers Santiago Tenango, Santa Catarina Ixtepeji, Santa Inés del Monte et Santa María Peñoles.

## Description
Les mâles décrits par Stahnke en 1981 mesurent 38,90 mm et 39,76 mm.
Diplocentrus keyserlingii mesure jusqu'à 45 mm. Ce scorpion est brun rougeâtre à brun.

## Étymologie
Cette espèce est nommée en l'honneur d'Eugen von Keyserling.

## Publication originale
- Karsch, 1880 : Arachnologische Blätter. X. Scorpionologische fragmente. Zeitschrift für die gesammten Naturwissenschaften, Halle, vol. 53, p. 404-409.